# Toixó de la Xina
El toixó de la Xina (Melogale moschata) és un carnívor de la família dels mustèlids. Viu a l'Àsia oriental (Xina i Taiwan). És el toixó més petit, amb uns 30-40 cm de llargada i un pes d'1-3 kg. Les femelles solen donar a llum 2-3 cries per ventrada. La longevitat mitjana és de 13,5 anys, però el màxim és de 17 anys.